# Gouvernement Chenik II
Ne doit pas être confondu avec Gouvernement Chenik I.
Protectorat français de Tunisie
Kaak Baccouche II
Le second gouvernement Chenik est le premier gouvernement tunisien ayant négocié les conditions d'une évolution de la Tunisie vers l'autonomie interne pendant le protectorat français.

## Contexte
Après l'échec du gouvernement Kaak, un nouveau résident général de France, Louis Périllier, est nommé. Le 10 juin 1950, à Thionville, Robert Schuman, ministre des Affaires étrangères français, déclare que « M. Périllier, dans ses nouvelles fonctions, aura pour mission de conduire la Tunisie vers le plein épanouissement de ses richesses et de l'amener vers l'Indépendance ». La déclaration est si peu appréciée du chef du gouvernement français, Georges Bidault, que la version officielle est corrigée dès le lendemain : « La mission de M. Périllier, est d'amener la Tunisie vers l'Indépendance, qui est l'objectif final pour tous les territoires, au sein de l'Union française ». La formule est encore trop osée puisque, lors de sa prise de fonctions, le 17 juin 1950, Périllier déclare : 
« Il est juste que la Tunisie s'achemine, par des modifications institutionnelles progressives, vers une autonomie interne, conforme d'ailleurs à l'esprit des traités. »

## Formation du gouvernement
La mort de Moncef Bey en 1948 avait levé les oppositions des nationalistes à leur participation au gouvernement. Louis Périllier envisage d'abord de confier le poste de grand vizir à Taïeb Sakka, alors caïd à Sousse, mais celui-ci décline. Aziz Djellouli, contacté, refuse à son tour pour « des raisons familiales ». Le résident général se rend vite à l'évidence que le nom de M'hamed Chenik fait l'unanimité.
La participation du Néo-Destour au gouvernement étant vivement désirée par Périllier, on envisage d'inviter Habib Bourguiba à y participer. Mais ce dernier ne croit guère en les chances de succès de l'expérience et le gouvernement français est très réticent à la nomination d'un nationaliste qui a posé tant de problèmes par le passé. Lamine Bey est très proche de Salah Ben Youssef qui avait toujours été à ses côtés lorsqu'il avait remplacé Moncef Bey. C'est donc lui qui est nommé au poste de ministre de la Justice mais Chenik arrache l'accord de Périllier pour que le gouvernement soit élargi à Bourguiba d'ici six mois.
À la demande de Lamine Bey, Mohamed Ben Salem, époux de sa fille, la princesse Zakia, est nommé ministre de la Santé. Mohamed Salah Mzali est le seul ministre du gouvernement Kaak à conserver son poste ; iI récupère même l'Industrie en plus du Commerce et de l'Artisanat.

## Composition
Le nouveau gouvernement est formé des personnalités suivantes :
- M'hamed Chenik : grand vizir ;
- Mahmoud El Materi : ministre de l'Intérieur ;
- Mohamed Ben Salem : ministre de la Santé ;
- Hamadi Badra : ministre du Travail et des Affaires Sociales;
- Mohamed Saadallah : ministre de l'Agriculture ;
- Salah Ben Youssef : ministre de la Justice ;
- Mohamed Salah Mzali : ministre du Commerce, de l'Industrie et de l'Artisanat.

Comme pour le gouvernement Kaak, la parité est respectée par la présence de sept ministres français :
- Jacques Vimont puis Raymond Pons à partir du 19 mars 1951 : secrétaire général ;
- Louis Cartry : secrétaire général adjoint ;
- Gérard Blachère : commissaire au Relogement et à la Reconstruction ;
- Jean-Gaston Fraissé : directeur des finances ;
- Jean Mathieu : directeur des travaux publics ;
- Jean Dèze : directeur des PTT ;
- Lucien Paye : directeur de l'instruction publique et des beaux-arts.

La présence du résident général assure toutefois la prédominance du vote français.

## Actions du gouvernement

### Administration

#### Ministère de l'Intérieur
La nomination de fortes personnalités tunisiennes ne peut que générer des tensions avec le résident général. Ainsi, Mahmoud El Materi, ministre de l'Intérieur, veut faire le ménage chez les caïds corrompus, dont deux caïds de la région de Sfax, Noureddine Ben Amara et Belgacem Belgaroui. Pour marquer son opposition à cette sanction, Périllier se déplace spécialement à Sejnane et à Ksar Ezzit pour décerner la Légion d'honneur à ces « grands amis de la France ».

#### Ministère de la Justice
Au ministère de la Justice, Salah Ben Youssef tente d'affranchir la justice tunisienne de tout contrôle. Dès le mois d'août 1950, il cherche à éliminer complètement le commissaire général du gouvernement auprès des juridictions tunisiennes de droit commun, un magistrat français chargé d'exercer un droit de regard sur les parquets tunisiens. La résidence générale diffuse alors une circulaire le 23 mai 1951 rappelant à la justice tunisienne les prescriptions en vigueur. Ben Youssef réplique dès le lendemain par une note de service destinée aux magistrats tunisiens dans laquelle il les informe que « l'indépendance de la Justice et sa dignité empêchent toute autorité administrative, si haut placée soit-elle, de s'immiscer dans sa marche ou dans sa ligne de conduite… ».
Le ministère de la Justice tente également d'ouvrir le recrutement des commissaires de gouvernement aux Tunisiens. Périllier est contraint de promulguer un arrêté résidentiel précisant que ces fonctions sont strictement réservées aux Français.
La situation judiciaire des Algériens en Tunisie devient le nouvel objet de frictions entre la résidence générale et le ministère de la Justice. Citoyens français, ils relèvent de la juridiction française bien qu'étant musulmans. Ben Youssef tente en vain de modifier leur statut pour qu'ils relèvent des juridictions musulmanes tunisiennes.

#### Ministère de la Santé
La bataille est tout aussi rude au ministère de la Santé où Mohamed Ben Salem bataille pied à pied pour imposer des nominations de Tunisiens dans une administration largement française. Il doit ainsi se battre pendant trois mois pour obtenir que le résident général contresigne le décret nommant le docteur Salah Azaïz comme chirurgien, chef de service des hôpitaux. Aidé par une équipe de jeunes Tunisiens emmenés par Driss Guiga, il parcourt le pays en visitant ses structures médicales, y compris dans les territoires du Sud qui sont alors sous administration militaire. Il ouvre de nouveaux services hospitaliers avec l'aide du bey qui fait don à son ministère du palais de Ksar Saïd afin d'y créer un service hospitalier qui deviendra l'hôpital Abou el Kacem Chebbi en 1957. L'Institut Pasteur de Tunis et la Pharmacie centrale sont rattachés au ministère de la Santé. Un hôpital est même construit à l'intérieur de la prison civile de Tunis.

#### Bilan des tâches administratives du gouvernement
Les opposants aux ministres tunisiens justifient leur demande de révocation en les accusant d'avoir négligé les tâches administratives pour se consacrer aux réformes concernant l'autonomie interne. Le 16 octobre 1951, à la demande du gouvernement français, Louis Périllier dresse la liste des tâches accomplies :
- Rodage des réformes du 8 février à peu près terminé ;
- Rouages de la haute administration ayant repris un fonctionnement normal ;
- Règlement dans des conditions satisfaisantes de la répartition des terres italiennes entre anciens combattants français et tunisiens ;
- Fixation des prix du blé et du pain ;
- Titularisation des agents temporaires ;
- Nomination de hauts fonctionnaires français à la tête de services importants ;
- Relèvement des salaires de diverses professions ;
- Augmentation du traitement des fonctionnaires ;
- Signature de plusieurs conventions collectives.

Périllier ajoute que toutes ces mesures ont été prises en parfait accord entre le résident général et le grand vizir.

### Réformes du 8 février 1951
Les négociations pour obtenir l'autonomie interne du pays vont durer de longs mois. Il est convenu de procéder par étapes en commençant par libérer les ministres tunisiens, y compris le grand vizir, des différents conseillers qui les surveillent et doivent viser chacun de leurs décrets. Un plus large accès des Tunisiens à la fonction publique est également exigé par Chenik.
Mais les délégués du Rassemblement français de Tunisie s'opposent par tous les moyens à l'idée même de réformes. Dès le 10 juillet, la section française du Grand Conseil démissionne en guise d'avertissement. Des parlementaires français relaient auprès de leur gouvernement l'opposition absolue des fonctionnaires français en Tunisie, qui craignent pour leur emploi et ceux de leurs enfants. Jacques Vimont, le secrétaire général du gouvernement, démissionne avec fracas en janvier 1951, ce qui est considéré comme un désaveu de la politique de Périllier, alors que les autorités françaises en Algérie s'inquiètent de réformes qui pourraient encourager les nationalistes algériens.
En décembre 1950, on décide de confier l'élaboration du projet de réformes à une commission composée du côté tunisien de Salah Ben Youssef et Hamadi Badra. Y participent, côté français, Robert de Boisséson, ministre délégué et numéro deux de la résidence, le directeur du cabinet du résident général Ricaud[Qui ?], le secrétaire général adjoint René Cartry, le sous-préfet Orsetti[Qui ?] et Victor Silvera, conseiller de législation à la résidence.
Le 8 février 1951, les réformes sont enfin publiées :
- La présidence du Conseil des ministres est assurée par le grand vizir qui coordonne l'activité gouvernementale et est le chef de l'administration ;
- Le visa du secrétaire général sur les arrêtés du grand vizir et des ministres tunisiens est supprimé et remplacé par un assentiment donné par le résident général ;
- Dans la fonction publique, des quotas minimum en faveur des Tunisiens sont instaurés pour les recrutements : 50 % pour les catégories A et B (emplois supérieurs et principaux), 66 % pour la catégorie C (emplois moyens) et 75 % pour la catégorie D (petits emplois).

La déception est générale devant la portée limitée de ces timides réformes. M'hamed Chenik et El Materi reprochent violemment à Ben Youssef et Badra de « s'être fait rouler par Périllier ! ». Chenik se brise même le poignet de colère en frappant sur la table. On se console alors en se disant que ce n'est que la première étape d'un processus qu'on sait long. Mais beaucoup de Tunisiens n'acceptent plus d'attendre le bon vouloir du gouvernement français : des pétitions hostiles aux réformes circulent. Le Destour, par la voix de Salah Farhat, trouve dans ces avancées insuffisantes la justification de son refus de participer au gouvernement.

Quant au Rassemblement français, il déclare : 
« Le gouvernement a passé outre à nos protestations. Malgré nous, une nouvelle expérience est entreprise. Si nous en avons souligné les dangers, nous ne prendrons pas la responsabilité de la faire échouer ; les éléments malfaisants que nous avons dénoncés se chargeront d'un tel soin… La colonie française est atteinte, mais elle n'est pas battue. Elle demeure dans l'alerte et le combat. »

### Tensions entre le gouvernement tunisien et le résident général
Toutes ces réactions hostiles finissent par miner la confiance qui s'est établie entre Périllier et le gouvernement tunisien. La dégradation de la situation au Maroc sert de détonateur : le 10 mars 1951, Salah Ben Youssef envoie un télégramme de soutien au sultan du Maroc, Mohammed V, en tant que secrétaire général du Néo-Destour. Périllier demande aussitôt à Chenik puis à Lamine Bey de l'exclure du gouvernement, ce qu'ils refusent sans hésitation. Chenik contre-attaque dès le 30 mars en reprochant à Périllier d'avoir rétabli l'état de siège et fait paraître des communiqués sans passer par le gouvernement tunisien. Il récidive le 22 avril dans une lettre bilan, où il se plaint de l'obstruction systématique exercée par les fonctionnaires français sur les travaux des ministres tunisiens. Enfin, il s'oppose à Périllier qui lui demande d'aller présenter le budget du gouvernement devant la section française du Grand Conseil. Pour Chenik, une telle démarche reviendrait à reconnaître la co-souveraineté que réclament les tenants de la prépondérance française. Il demande au contraire le remplacement du Grand Conseil par une assemblée tunisienne élue.

Le 15 mai 1951, lors du discours du trône, Lamine Bey apporte un soutien sans équivoque à son gouvernement et aux réformes réclamées : 
« Notre peuple a acquis le droit de respirer l'air de la liberté, d'étancher sa soif aux sources de la justice, de jouir de tous ses droits individuels et collectifs, de vivre dans la paix et la dignité dans le cadre de la souveraineté nationale intégrale […] Nous avons décidé de poursuivre une autre réforme qui comprendra en même temps que la réorganisation de l'exécutif, son mode d'établissement sur la base d'une représentation de toutes les classes de notre peuple dans des corps élus et leur consultation obligatoire afin que nos sujets agréent et acceptent les lois auxquelles ils sont soumis,. »
Contrairement aux usages, le discours lu par Hamadi Badra n'a pas été transmis à l'avance à la résidence générale. Le 19 mai, Périllier se rend en grand uniforme et accompagné d'un cortège militaire au palais beylical pour protester officiellement contre la non-communication du discours et demander le renvoi de Chenik et Ben Youssef. Dès le lendemain, Lamine Bey lui répond indirectement en adressant un télégramme au président de la République française Vincent Auriol, protestant énergiquement contre la démarche et le ton du résident général et redisant sa confiance en son gouvernement. Devant la résolution du bey, Périllier renonce à sa demande.
Des deux côtés, on tente de calmer le jeu. En août, lors d'un voyage à Paris, le résident général propose à Robert Schuman, ministre des Affaires étrangères, d'inviter des ministres tunisiens pour discuter de leurs demandes, ce que Schuman accepte tout de suite. Cette invitation contribue à détendre l'atmosphère. Un accord est trouvé sur la vente des biens des Italiens confisqués en 1943. Contrairement aux premiers textes qui en réservaient l'attribution aux Français, les anciens combattants tunisiens pourront également s'en porter acquéreurs. Concernant le Grand Conseil, Chenik accepte de présenter le budget, non devant la section française, mais devant la section mixte réunissant des délégués des sections françaises et tunisiennes, ce qui permet de débloquer la situation.

### Délégation ministérielle à Paris
Le 16 octobre 1951, M'hamed Chenik quitte Tunis pour Paris. Le 24 octobre, il rencontre Auriol à l'Élysée et René Pleven, président du Conseil, à l'Hôtel de Matignon. Le 31 octobre, en tant que grand vizir agissant au nom du bey, il remet officiellement à Robert Schuman un mémoire résumant l'essentiel des revendications tunisiennes concernant l'autonomie interne. Après y avoir déploré le blocage du processus de réformes en Tunisie, il retrace dans quelles circonstances le régime a évolué depuis 1881 du protectorat vers l'administration directe contraire à l'esprit du traité du Bardo, d'où la nécessité d'une réorientation politique vers l'autonomie interne : 
« La nouvelle orientation à prendre ne saurait se manifester autrement que par le dégagement complet de la souveraineté tunisienne, lequel dégagement, s'il peut s'accommoder sur le plan intérieur du traité de 1881, est par contre incompatible avec le maintien en vigueur de la convention de 1883 […]

L'autonomie interne veut dire une Tunisie intérieurement souveraine, jouissant du « self-government » et faisant évoluer ses institutions selon son génie propre. Cette souveraineté interne restaurée n'interdit pas à la Tunisie de passer avec la France des accords de nature à maintenir sur les plans culturel, économique et militaire les relations les plus étroites et de garantir aux ressortissants français résidant en Tunisie la jouissance de leurs droits civils et la pleine sécurité de leurs biens et de leurs personnes. Cette autonomie interne, gage de l'amitié franco-tunisienne, doit être réalisée dans un temps minimum. Elle doit, d'ores et déjà, recevoir une consécration sur le triple plan gouvernemental, législatif et administratif.
Sur le plan gouvernemental, l'homogénéité du gouvernement tunisien s'est révélée une nécessité. Les ministres, chefs de département, s'entoureront, s'il en était besoin, de techniciens français pour mener à bien leur tâche et former à l'école de la technique administrative française des administrateurs avisés et compétents […]
Sur le plan législatif, l'institution d'une assemblée représentative tunisienne, élaborant les lois et contrôlant la gestion et la politique générale du gouvernement sera un pas appréciable dans la voie de la démocratisation. Pour une période transitoire et afin d'éviter aux membres de cette assemblée de tomber dans l'erreur, l'initiative des lois peut être réservée exclusivement à l'exécutif, les membres de cette assemblée auront toutefois le droit d'amendement.
Enfin, sur le plan administratif, tout en sauvegardant aux fonctionnaires français au service de l'État tunisien leurs situations acquises, il est indispensable de décider immédiatement l'arrêt du recrutement français, le gouvernement tunisien s'engageant par ailleurs à ne recruter qu'en France et par l'intermédiaire du gouvernement français les techniciens dont la Tunisie aura besoin. Il est nécessaire également de faire supporter par le budget de la France les dépenses de souveraineté.
Telles sont les propositions que soumet le gouvernement tunisien, au nom de Son Altesse le Bey, à l'accord du gouvernement français, elles constituent une première étape de la réalisation de l'autonomie interne. Le transfert de responsabilité se fera, à propos de chaque domaine, suivant des accords particuliers.

Si les présentes propositions sont agréées dans leur principe, une commission composée de représentants des gouvernements français et tunisiens en mettra au point, aussitôt que possible, les textes à soumettre à l'assentiment du gouvernement français et à la sanction de S.A. le Bey. »
Quelques jours plus tard, Salah Ben Youssef, Hamadi Badra et Mohamed Saadallah le rejoignent à Paris. Il devient très vite clair qu'il y a un gouffre entre les attentes des ministres tunisiens qui parlent de négociations et le gouvernement français qui n'envisage que des discussions. La priorité est ailleurs, dans un régime parlementaire de la Quatrième République où les majorités se font et se défont au rythme des marchandages politiques. La date est également mal choisie puisqu'on est en pleine construction européenne. Ainsi, le 11 décembre, le gouvernement Pleven met en jeu sa survie en demandant le vote de confiance de l'Assemblée nationale lors du vote de ratification de la création du pool européen du charbon et de l'acier. Si le vote se traduit par une large victoire par 377 voix contre 235, on saura par la suite que certains députés d'Algérie avaient fait comprendre qu'une absence de réponse positive aux demandes tunisiennes les aiderait à voter la confiance au gouvernement. Le gouvernement doit aussi faire face à la forte pression exercée par les délégués du Rassemblement français, André Colonna et Marcel Casabianca, présents à Paris, refusant la moindre concession et exigeant même la démission du gouvernement tunisien. Louis Périllier, informé de l'imminence d'une réponse défavorable, tente une dernière démarche le 13 décembre en prévenant Robert Schuman que « ce serait une erreur politique de laisser repartir les Tunisiens les mains vides. Une telle attitude serait génératrice d'un malaise et sans doute d'incidents ».

### Note du 15 décembre 1951
Le 15 décembre, la réponse arrive enfin, rédigée par François Puaux dont le père Gabriel est membre du Rassemblement français, approuvée par Maurice Schumann chargé des Affaires tunisiennes et signée par Robert Schuman : 
«  [...] Dans cette œuvre civilisatrice, les Français de Tunisie ont joué un rôle essentiel que nul ne songerait à contester. La part qu'ils prennent par leur travail à la vie économique du pays ne permet pas d'écarter leur participation au fonctionnement des institutions politiques. Le gouvernement français est fermement attaché à ce principe qui lui paraît seul susceptible d'assurer, par une association franco-tunisienne féconde, le développement harmonieux de ces institutions.

Il importe de garder ces considérations présentes à l'esprit en étudiant les rapports futurs de nos deux pays qui ne peuvent être fondés que sur la reconnaissance du caractère définitif du lien qui les unit [...]. »
C'est la stupeur en Tunisie : cette fin brutale de non-recevoir est un désaveu de la politique menée par Périllier depuis sa nomination. La presse française n'a pas de mots assez durs pour condamner une telle légèreté ; Robert Schuman tente de rattraper sa maladresse en rencontrant les ministres tunisiens le 20 décembre mais il ne peut se désavouer. Maurice Schumann reconnaîtra quelques années plus tard que « la note du 15 décembre 1951 était une folie dont je porte la responsabilité ».
Les seuls à exulter sont les délégués du Rassemblement français. Leur journal Tunisie-France se félicite de « la victoire du bon sens et de la réalité sur l'erreur et la divagation » puisque « l'association, telle que Tunisie-France l'a définie, son existence et sa nécessité sont officiellement reconnues et proclamées ». De hauts fonctionnaires et d'éminentes compétences déclarent qu'après la note du 15 décembre, « il n'y avait plus de question tunisienne ». Cette erreur d'appréciation a de graves conséquences puisque, comme le note Périllier, « les chefs du Rassemblement devaient se réclamer jusqu'en 1954 de la lettre du 15 décembre pour s'opposer aux réformes. Ils ne se doutaient pas que ce succès éphémère sonnait le glas de la présence française et qu'ils allaient par leurs exigences tout perdre en peu d'années ».

### Requête auprès de l'ONU
Habib Bourguiba arrive à Paris le 15 décembre. Dès qu'il apprend la teneur de la réponse du gouvernement français, il exhorte M'hamed Chenik à déposer dans l'heure une requête auprès du siège de l'Organisation des Nations unies (ONU) à Paris. Mais celui-ci refuse énergiquement car il veut d'abord aviser le bey du résultat de son déplacement à Paris.
Sous le titre, « le différend franco-tunisien », la requête est rédigée par Hédi Nouira et Hamadi Badra. Le 11 janvier 1952, elle est signée par tous les ministres tunisiens au domicile de Chenik, en présence de Farhat Hached, Tahar Ben Ammar et Bourguiba et, le 13 janvier, après en avoir informé Lamine Bey sans pour autant lui demander son accord, Salah Ben Youssef et Hamadi Badra s'envolent pour Paris où ils déposent la requête le lendemain.
Le 17 janvier, en réaction au dépôt de la plainte, le gouvernement français déclare que la plainte ne peut être examinée par le Conseil de sécurité puisque « la note est signée par des Tunisiens qui n'ont pas le droit de le faire sans l'accord du Bey, seul dépositaire de la souveraineté tunisienne. La France a la charge des Affaires étrangères de la Tunisie ; ce document aurait dû être remis au Résident qui est seul habilité à le transmettre ». De plus, la moitié du ministère beylical composée de sept directeurs français n'avait pas été consultée. Le secrétaire général des Nations unies, Trygve Lie, se rend aux arguments français et remet la plainte à Jean Chauvel en tant que chef de la délégation française, ce qui équivalait à son étouffement pur et simple.

### Retour de la délégation ministérielle
La délégation ministérielle rentre à Tunis le 22 décembre. Le 24 décembre, on apprend le départ de Périllier totalement désavoué par la note du 15 décembre. Pour marquer son soutien à son grand vizir au moment où la presse du Rassemblement français réclame son départ, Lamine Bey lui rend visite à son domicile le 25 décembre. Encouragé par ce soutien, Chenik rédige la réponse à la note du 15 décembre. Elle est envoyée à Robert Schuman le 9 janvier 1952 : 
«  [...] Mais les intérêts des Français de Tunisie ne sauraient être érigés en droits politiques de participer à l'exécutif et au représentatif tunisiens. Il n'est nul besoin de mettre l'accent sur cette regrettable confusion qui, si elle était admise, conduirait à la négation des traités et accords liant les deux pays, ainsi que des principes communément admis en droit international dans le domaine de l'assistance entre nations […] Votre lettre du 15 décembre néglige cet aspect fondamental du problème tunisien et par le principe affirmé explicitement de la participation des Français de Tunisie au fonctionnement des institutions politiques du Royaume, conduit à une véritable rupture des engagements pris par la France du 12 mai 1881 au 17 août 1950. Le gouvernement de Son Altesse le Bey, conscient d'avoir, dans sa difficile mission, été à l'extrême limite de la conciliation ne peut que regretter la fin de non recevoir opposée aux solutions de sagesse proposées depuis bientôt un an et demi. »

### Arrivée du nouveau résident général
Le 13 janvier 1952, Jean de Hauteclocque arrive à Tunis à bord du croiseur Le Mercure. Dès son arrivée, il demande que sa visite au bey se fasse en dehors de la présence des ministres tunisiens qu'il ne veut plus reconnaître. Lamine Bey refuse évidemment et marque sa réprobation ; l'audience a donc lieu en présence du gouvernement Chenik au complet. Le résident général est de retour le surlendemain, ayant appris le dépôt de la requête tunisienne à l'ONU. Il en exige le retrait, le rappel immédiat des deux ministres qui l'ont déposée et leur révocation ; il n'obtient cependant satisfaction sur aucune de ses demandes.
L'interdiction du congrès du Néo-Destour et les arrestations innombrables déclenchent l'embrasement du pays. De Hauteclocque en est réduit à demander au bey le 24 janvier de lancer un appel au calme, tout en renonçant à demander la démission du gouvernement Chenik. Lamine Bey refuse tant que Bourguiba et ses compagnons sont emprisonnés. Ce n'est que le début de l'escalade : le ratissage du cap Bon commence le 28 janvier. Une commission d'enquête menée par les ministres Mahmoud El Materi et Mohamed Ben Salem se rend sur place et leur rapport est diffusé dans différents organismes dépendant de l'ONU et de la Ligue arabe.

### Fin du gouvernement Chenik
Le 25 mars 1952, après avoir demandé en vain à Lamine Bey de le rencontrer en tête-à-tête, De Hauteclocque se résigne à le voir en présence des ministres tunisiens. Il exige la démission du gouvernement Chenik. Ce dernier réplique et le ton monte. En guise de réponse, Lamine Bey fait rédiger par son fils Chedly Bey et M'hamed Chenik un télégramme de protestation au président de la République, Vincent Auriol : 
« Depuis que notre dynastie est en rapport avec la République Française et plus particulièrement depuis notre accession au Trône Tunisien, Nous nous sommes toujours plu à reconnaître la courtoisie dont le Gouvernement Français a eu le souci d'entourer ses interventions auprès de Nous dans les circonstances les plus diverses.

Le ton comminatoire employé par l'Ambassadeur tranche avec les traditions de la France et nous autorise à douter qu'un tel comportement puisse être celui de la France vis-à-vis d'un monarque qui lui a donné en toutes circonstances la preuve d'une sincère amitié. »
Quelques heures plus tard, en pleine nuit, M'hamed Chenik, Mahmoud El Materi, Mohamed Salah Mzali et Mohamed Ben Salem sont arrêtés, internés à Kébili et leurs domiciles perquisitionnés. Mohamed Saadallah, malade, est consigné à domicile. La même nuit, à Paris, Salah Ben Youssef et Hamadi Badra, informés de ce qui vient de se passer en Tunisie rejoignent clandestinement la Belgique, d'où ils s'envolent pour Le Caire.
En réponse au télégramme de protestation du bey, Vincent Auriol lui envoie deux de ses collaborateurs les plus proches, Jacques Kosciusko-Morizet et Jean Forgeot. De Hauteclocque profite de l'occasion pour s'imposer lors de la visite, alors que Lamine Bey refuse de le recevoir depuis l'arrestation de ses ministres. Contrairement à ses attentes, Auriol ne désavoue pas le coup de force. Il lui reproche au contraire de n'avoir toujours pas lancé d'appel au calme ni fait rappeler Ben Youssef et Badra. Privé de tout soutien (même son fils Chedly a disparu), le vieil homme cède et signe le décret nommant Slaheddine Baccouche comme grand vizir le 28 mars 1952.